# Erland Nordlund
Erland Nordlund, född 9 augusti 1872 i Österlövsta församling, Uppsala län, död 1 februari 1930 i Stockholm, var en svensk industriman. Han var son till Karl Peter Nordlund och bror till Karl Nordlund.
Nordlund utexaminerades från Tekniska högskolan 1896 och valde därefter den militära banan. Han lämnade den och blev redaktör för Teknisk Tidskrift 1907, direktör för Sveriges Industriförbund 1910 och för AB Svenska Kullagerfabriken 1916. Han var sekreterare i Skattebetalarnas förening och redaktör för dess tidskrift Sunt förnuft från 1921.